# Dysithamnus occidentalis
Dysithamnus occidentalis là một loài chim trong họ Thamnophilidae.